# Mimansa

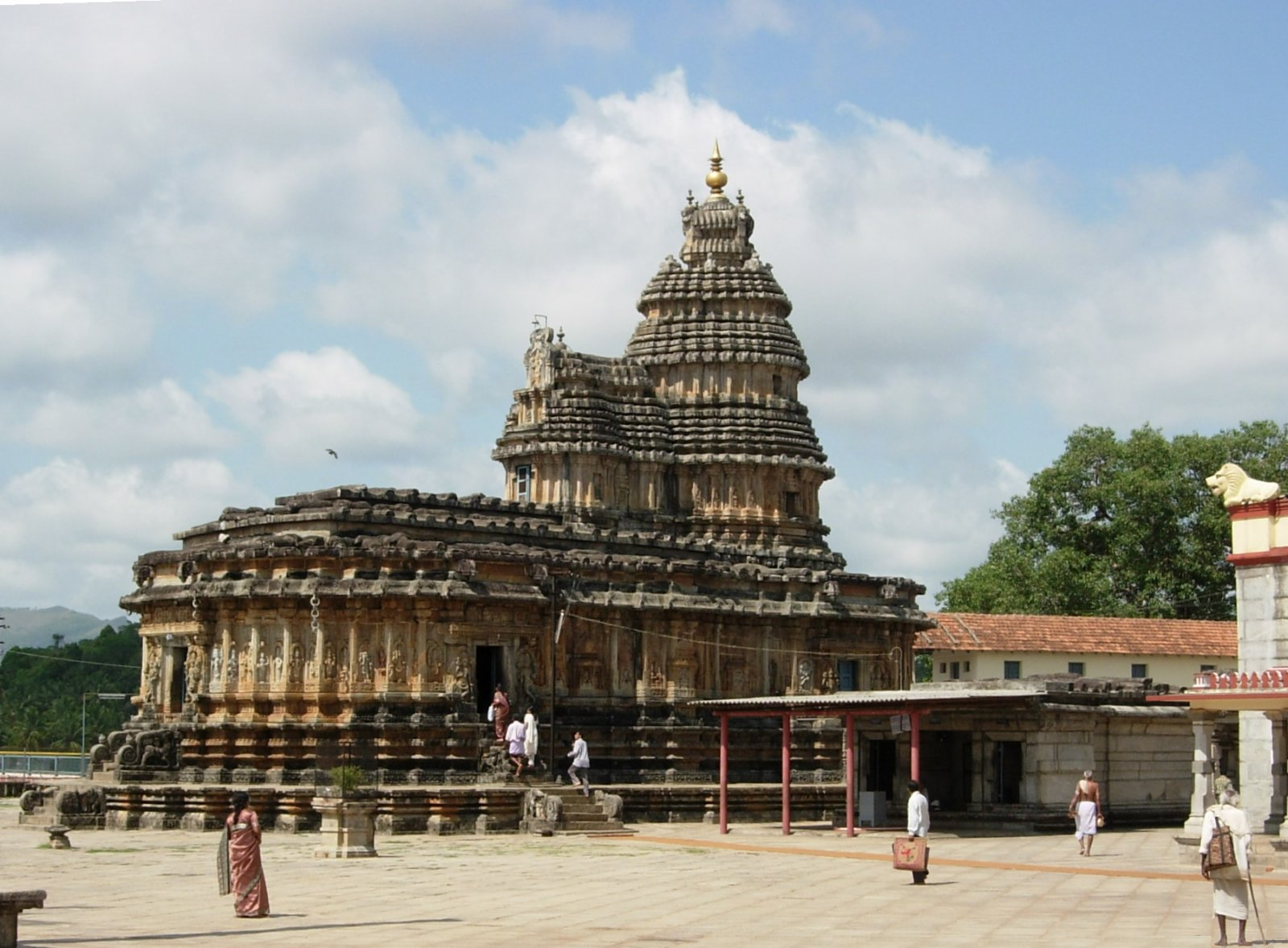
Świątynia Vidyashankara w Sringeri

Mimansa (dewanagari मीमांसा, trl. Mīmāṃsā) – ortodoksyjny kierunek w filozofii indyjskiej, jedna z darśan. Powstał prawdopodobnie w IV wieku p.n.e. Założył go Dźajmini. Jego wyznawcy to mimansakowie.
Według mimansy Wedy są źródłem wewnętrznej wiedzy, są wieczne i nieomylne. Zajmując się wedyjskim rytuałem ofiarnym i objaśnieniami o sposobach składania ofiar wedyjskich, przedstawiciele szkoły próbowali przeprowadzić systematyczną interpretację tekstów wedyjskich i usunąć istniejące sprzeczności. Ważnym założeniem mimamsy jest wiara w zbawienie poprzez czyny (co zbliżone jest do filozofii karmajogi). Funkcjonuje pod nazwą „karmamimasa”.
Przedstawiciele szkoły i ich dzieła:
- Dźajmini

„Mimansasutra”
„Samkarsanakanda” („Rozdział podsumowujący”) – komentarz do Mimamsasutr
- Śabaraswamin (IV w. n.e.)

„Mimansabhaszja” („Szczegółowy komentarz do systemu mimansy”)
- Kumarila (VII w. n.e.) – założyciel szkoły mimansy, nurt polemiczny, teorie poznania

„Slokawarttika” („Wierszowany komentarz uzupełniający”),
„Tantra-varttika” („Objawienie doktryny”),
„Tup-tika” („Mały komentarz”),
„Brhata – tika” („Wielki komentarz”),
- Prabhakara Miśra (VII w. n.e.) – założyciel szkoły mimansy, nurt tradycyjny, rytualistyczny

„Nibandhana”,
„Laghwi” („Wiwarana”)
- Mandanamiśra (ok. 700 r.)

„Bhavanavireka” („Rozpatrzenie idei siły stwórczej wezwania”),
„Vidhiviveka” („Rozpatrzenie kwestii wezwania wedyjskiego”)
- Umweka (VIII w. n.e.)

„Ślokawarttika”
- Śalikanatha Miśra (VIII/IX w. n.e.)

„Prakaranapańćika” („Objaśnienie w formie samodzielnego dzieła”),
„Rjuwimalapaćika” („Właściwe i klarowne objaśnienie”)
- Murari Miśra (1150–1220 r.) – założyciel szkoły mimansy
- Sućarita Miśra

„Kasika” („Komentarz z Benares”)
- Parthasavathi Miśra (ok. XI w. n.e.)

„Njajaratnakara” („Kopalnia klejnotów logiki”),
„Śastradipika” („Rozjaśnienie nauk”),
„Nyaya-ratnamala” („Girlanda klejnotów dialektyki”)
- Apadewa (XVII w. n.e.)

„Mimamsanyayaprakasa” („Objaśnienie reguł mimansy”)
- Bhakara (XVII w.)

„Arthasamgraha” („Kompendium przedmiotów rozważań”)